# Steata tatei
Steata tatei är en skalbaggsart som först beskrevs av Blackburn 1888.  Steata tatei ingår i släktet Steata och familjen långhorningar. Inga underarter finns listade i Catalogue of Life.